# European Network of Users and Survivors of Psychiatry
European Network of Users and Survivors of Psychiatry (ENUSP) – europejska sieć informacyjno-wspierająca z siedzibą w Kopenhadze, zrzeszająca osoby mające w swojej biografii doświadczenia leczenia psychiatrycznego.

## Charakter działalności
Historia ENUSP sięga 1990, kiedy to grupa osób z Holandii zdecydowała się stworzyć ogólnoeuropejską sieć organizacji pacjentów psychiatrycznych (byłych i obecnych). W 1998 ENUSP otrzymał osobowość prawną i od tego czasu jest federacją europejskich organizacji i osób fizycznych.
ENUSP jest jedyną ogólnoeuropejską organizacją parasolową działającą w całej Europie w celu integracji lokalnych i krajowych organizacji zrzeszających, a także osób indywidualnych, które przeżyły leczenie psychiatryczne. Organizacja reprezentuje bezpośrednio poglądy osób, które podlegały takiemu leczeniu. 
Organizacja jest przeciwna jednostronnemu podejściu i stygmatyzacji cierpienia psychicznego oraz emocjonalnego. Promuje autonomię osób i ich odpowiedzialność za podejmowanie własnych decyzji (samostanowienie). Jest federacją krajowych i lokalnych grup oraz osób fizycznych pozostałych i organizacji. Głównym organem decyzyjnym jest walne zgromadzenie, w którym udział bierze maksymalnie trzech delegatów z każdego uczestniczącego kraju. Wszyscy delegaci to osoby pozostające w terapii psychiatrycznej obecnie lub w przeszłości. Walne zgromadzenia odbywają się na konferencjach organizowanych co dwa lata. Między spotkaniami ENUSP-em kieruje zarząd, który składa się z przewodniczącego (wybranego na walnym zgromadzeniu) i pięciu członków zarządu regionalnego, z których każdy reprezentuje jeden z pięciu regionów w Europie (wybranych przez delegatów danego regionu). Zarząd wybiera sekretarza. Struktura taka ma na celu uczynienie ENUSP organizacją oddolną, demokratyczną i całkowicie kontrolowaną przez osoby leczone psychiatrycznie. ENUSP współdziała z organizacjami międzynarodowymi, w tym Światową Organizacją Zdrowia (WHO), Unią Europejską, Europejskim Forum Niepełnosprawności i Międzynarodową Organizacją Pracy (MOP).
ENUSP zajmuje się m.in. organizacją konferencji (m.in. w Zandvoort w 1991, w Elsinore w 1994, w Reading w 1997, w Luksemburgu w 1999, w Vejle w 2004, w Salonikach w 2010 i w Hillerød w 2014). W Luksemburgu stworzono plan działania na lata 2012-2015. Wiele działań zawartych w tym planie nie zostało nigdy wdrożonych ze względu na brak zapewnienia stałego finansowania. W listopadzie 2017 zorganizowano seminarium w Berlinie, gdzie dokonano przeglądu strategii i stworzono nową (na lata 2017-2018).
W 2018 przewodniczącą zarządu była Olga Kalina z Gruzji.
Podobną organizacją globalną jest World Network of Users and Survivors of Psychiatry. 

## Organizacje członkowskie
Do organizacji członkowskich należą:

- Advocacy-France, Francja
- Aripi Association, Rumunia
- Stowarzyszenie PSYCHE, Polska
- Berliner Organisation Psychiatrie-Erfahrener und Psychiatrie-Betroffener (BOP&P) e.V., Niemcy
- Bundesverband Psychiatrie Erfahrener (BPE), Niemcy
- CEAM, AEIPS, Portugalia
- Cercle de Réflexion et de Proposition d’Actions sur la psychiatrie, et l’internement psychiatrique (CRPA), Francja
- Clientenbond regio Utrecht, Holandia
- Club “Biciules” Kaunas, Litwa
- Club Phoenix of St Petersburg Organization of Invalids Ravenstvo-SPb, Rosja
- ENIK Recovery College, Holandia
- Federació VEUS – Entitats Catalanes de Salut Mental en 1a Persona, Hiszpania
- Fundación Mundo Bipolar, Hiszpania
- Fundatia Orizonturi, Rumunia
- Il cappellaio matto-Associazione di Promozione Sociale, Włochy
- Irish Mental Patients’ Educational and Representative Organisation (IMPERO), Irlandia
- Klubas „13 ir Ko“, Litwa
- Kolumbus, Czechy
- Landesverband der Psychiatrieerfahrenen in Rheinland-Pfalz e.V., Niemcy
- Les Indignés de la Psychiatrie Française-Occupy French Psychiatry, Francja
- Partnership for Equal Rights, Gruzja
- RSMH-Skåne, Szwecja
- SAMY Seinajoen Alueen Mielenterveysyhdistys, Finlandia
- Self Help Ústí nad Labem, Czechy
- Stitching Mind Rights, Holandia
- Stowarzyszenie na Rzecz Ochrony Zdrowia Psychicznego „Braterstwo Serc“, Polska
- The Organization for Promotion and Protection of the Rights of Persons with Psycho-Social Disabilities of Moldova (OPADPDPS), Mołdawia
- Udruženje za uzajamnu pomoć u duševnoj nevolji TK fenix Tuzla (Association for mutual assistance in mental disstress TK Fenix Tuzla), Bośnia i Hercegowina
- Ukrainian Public Organization of Users of Psychiatric Help (USER), Ukraina
- Verein zum Schutz vor psychiatrischer Gewalt e.V.- Association for the Protection against psychiatric Violence, Niemcy
- We Shall Overcome (WSO), Norwegia